# Goldener Henkel
Der Goldene Henkel bezeichnet einen visuellen Effekt an der Tag-Nacht-Grenze des zunehmenden Mondes. Der entsprechende englischsprachige Begriff „Golden Handle“ wurde spätestens seit dem Jahr 2000 verwendet.
Bei einem Mondalter von knapp 10 bis gut 11 Tagen nach Neumond liegt das Tal der Regenbogenbucht (Sinus Iridum) im Regenmeer (Mare Imbrium) noch im Schatten, während die Gipfel der über 400 Kilometer langen Bergkette des angrenzenden Juragebirges (Montes Jura) aufgrund ihrer Höhe von bis zu 2700 Metern bereits vom Sonnenlicht erreicht werden. Wegen ihrer prägnanten, an einen Henkel erinnernden Form und des vom Mond gelblich reflektierten Lichts erhielt diese Formation den Namen „Goldener Henkel“. Die selenografische Colongitude beträgt während der Sichtbarkeit ungefähr 33 bis 35 Bogengrad, der Phasenwinkel des Terminators zwischen 70 und 80 Bogengrad. Die Schwankungen dieser Winkel sowie des Mondalters ergeben sich je nach gegebenem Librationswinkel des Mondes.
Der Goldene Henkel ist einmal monatlich für einige Stunden mit kleinen Ferngläsern und Feldstechern gut erkennbar und kann mit Kameras mit Teleobjektiv fotografiert werden.

Goldener Henkel
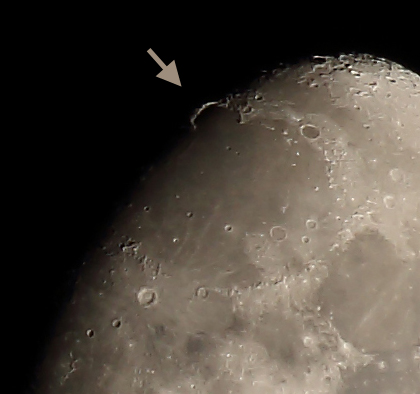
6. Februar 2017, 22:27 MEZ (UTC+1), Mondalter = 10,3 Tage, Phasenwinkel = 79°, Colongitude = 35,1°
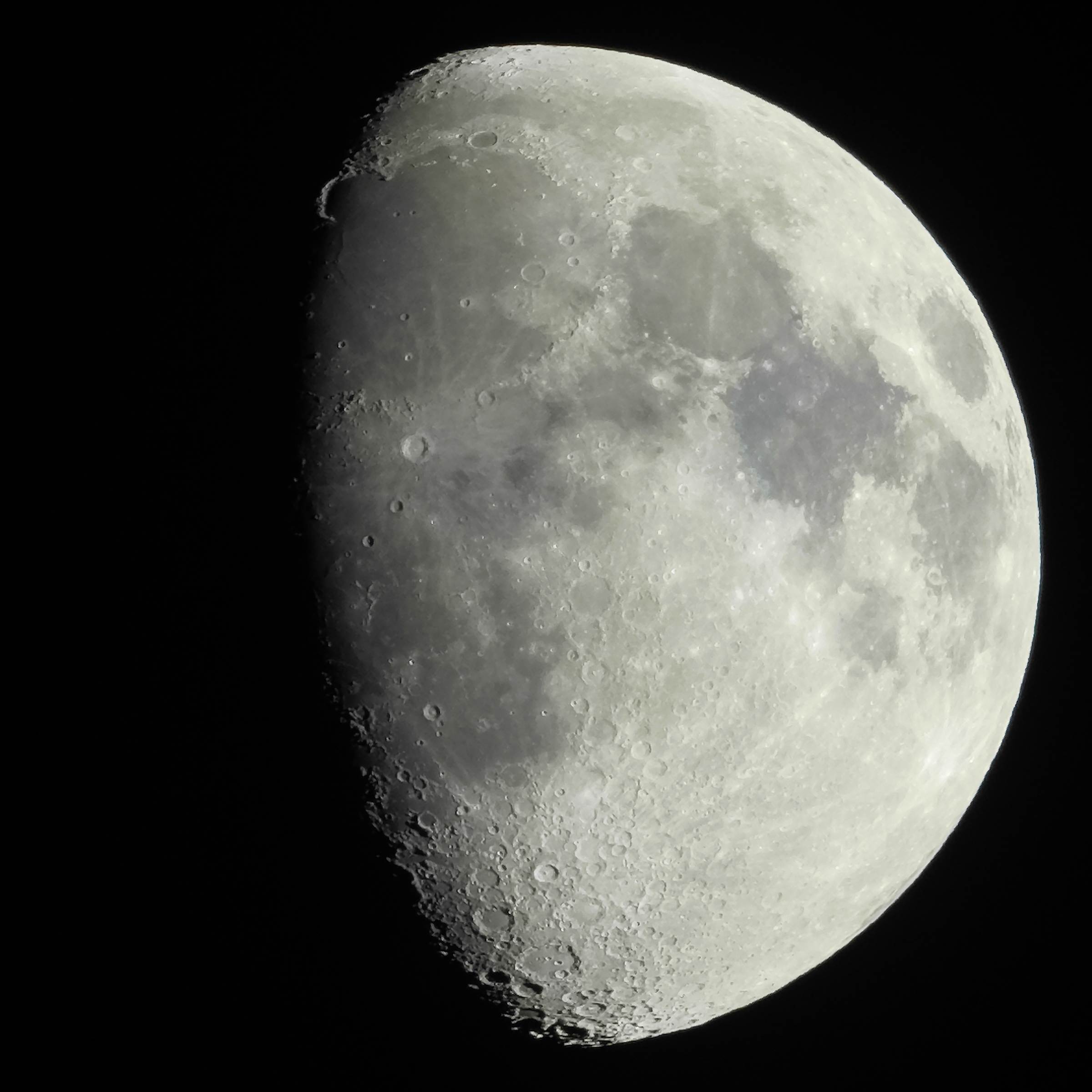
9. Juni 2022 22:25 MESZ (UTC+2), Mondalter = 9,6 Tage, Phasenwinkel = 73°, Colongitude = 34,7°
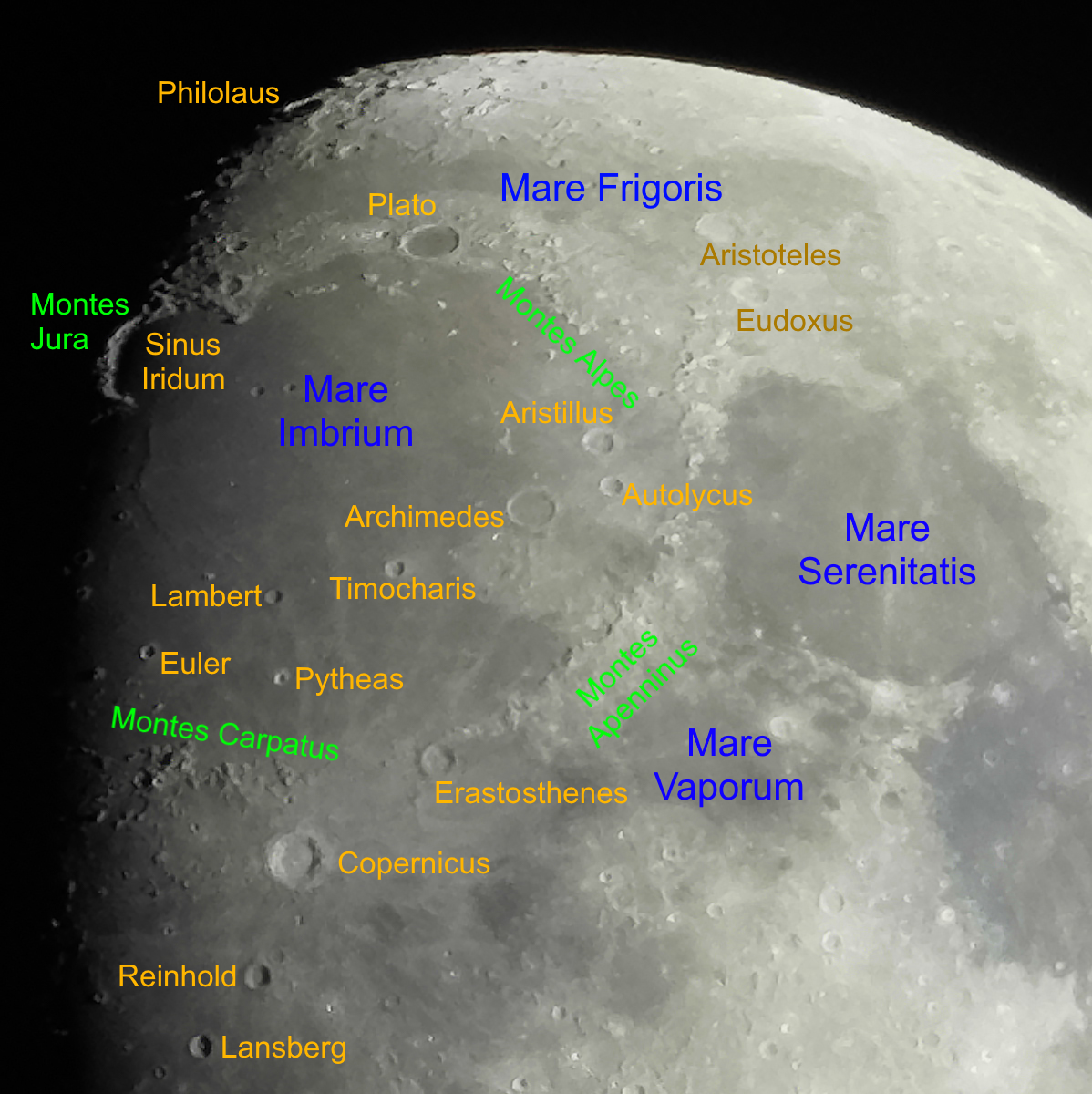
Mit beschrifteten Mondstrukturen in der sichtbaren Umgebung: Das Mare Imbrium mit dem Sinus Iridum ist von vier Gebirgen umrandet (grün, im Uhrzeigersinn von links oben): Montes Jura, Montes Alpes, Montes Apenninus, Montes Carpatus Die weiteren Krater (orangefarben) von oben nach unten: Philolaus, Aristoteles, Plato, Eudoxus, Aristillus, Autolycus, Archimedes, Timocharis, Lambert, Euler, Pytheas, Eratosthenes, Copernicus, Reinhold, Lansberg Die drei großen zum Mare Imbrium benachbarten Meere (blau): Mare Frigoris, Mare Serenitatis, Mare Vaporum